# Жеруха обыкновенная
Жеру́ха обыкнове́нная, или Жеру́ха лека́рственная, или Водяно́й кресс, или Брункресс (лат. Nastúrtium officinále) — быстрорастущее многолетнее водное или полуводное растение семейства Капустные, распространённое от Европы до Центральной Азии. Издревле используется человеком как листовой овощ.

## Ботаническое описание

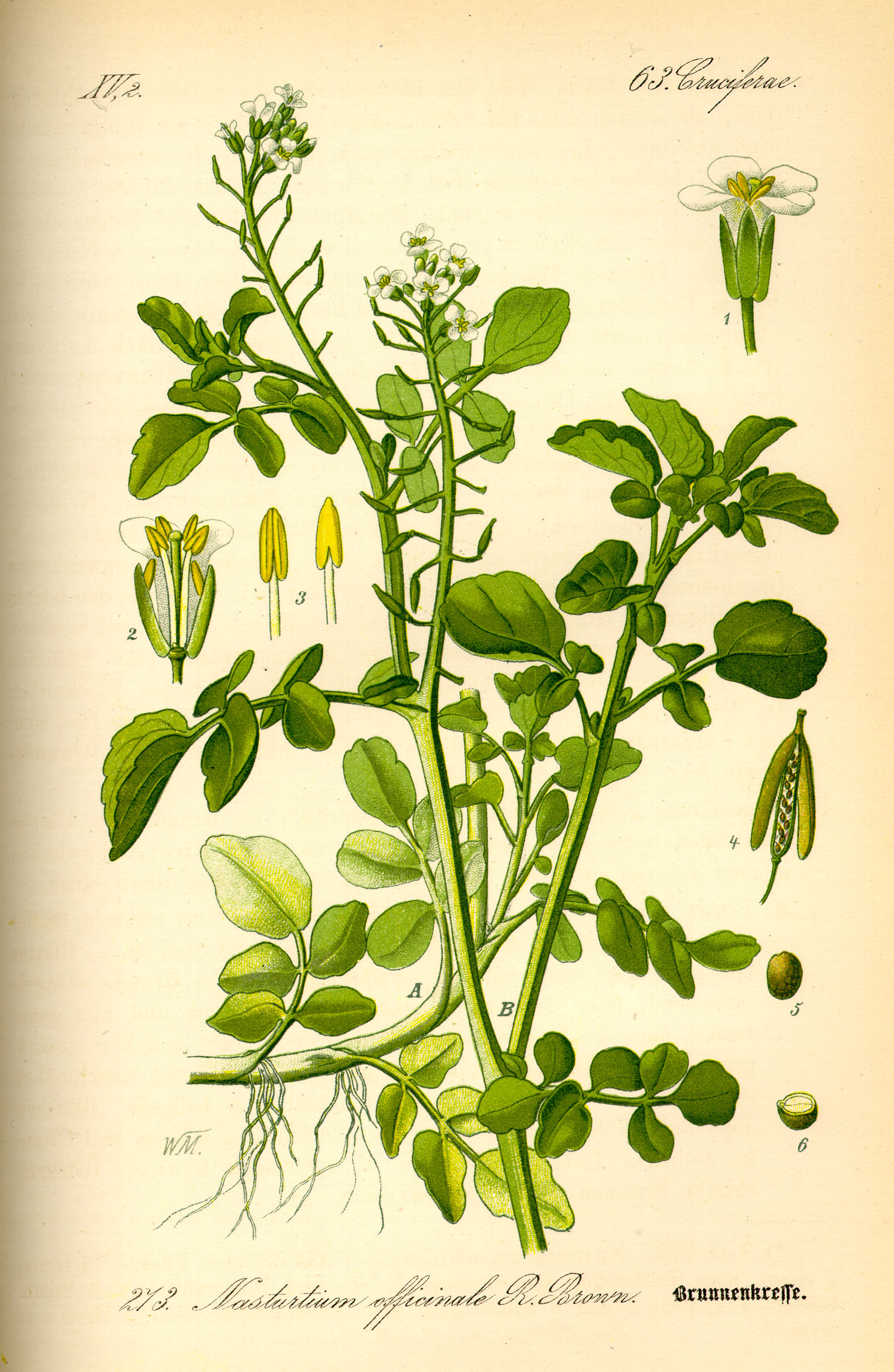
.

Жеруха обыкновенная — многолетнее водное травянистое растение.
Стебли стелющиеся, толстые, полые, до 50—60 см в длину.
Листья зёленые, перисторассечённые, с широкими черешками и 2—7 парами продолговатых или овальных листочков с более крупным и округлым яйцевидным верхушечным листочком.
Растение цветёт белыми мелкими цветками, собранными в полузонтики. Чашелистики одинаковые, отстающие. Лепестки с ноготками, продолговато-обратнояйцевидные, белые. У коротких тычинок по одной большой подковообразной, открытой кнаружи медовой желёзке; срединных желёзок нет.
Отцветая, образует плод — короткий, вздутый, с выпуклыми створками, без жилок стручок с продолговатыми, плоскими семенами. Семена расположены в каждом гнезде в два ряда.
Цветёт в мае—августе.

## Распространение и экология
В диком виде растение произрастает от Африки (Алжир, Египет, Ливия, Тунис, Марокко, Азорские и Канарские острова) и Европы до Средней Азии и Пакистана. На территории России вид встречается в предгорьях Кавказа и в Дагестане.
Культивируется во многих других странах (например, в Парагвае, Венесуэле).
Растёт по болотам и водоемам.

## Растительное сырьё

### Выращивание и заготовка
Жеруха обыкновенная растёт в диком виде в местах, где присутствует влага (водоёмы, родники, канавы и т. д.). На приусадебном участке выращивают из семян или черенков. Любит затенённые места. Рано весной можно высадить сначала в парнике, затем через две недели — в открытый грунт. Между грядками делают поливные бороздки.
Растение срезают часто, пока не появятся побеги с цветками. Тогда его тоже можно употреблять, но вкус будет очень горький.

### Химический состав
Жеруха обыкновенная — полезное растение, богатое многими веществами: железом, фосфором, калием, азотистыми маслами, витаминами А, В, С, О, Е, К, содержит гликозид глюконастурцин, сапонины, алкалоиды, 3—4 % углеводов. В семенах содержится 22—24 % жирного масла, в его состав входят олеиновая, линолевая, эруковая, пальмитиновая, стеариновая, линоленовая кислоты.

## Значение и применение

### Применение в медицине
Благодаря своим свойствам Жеруха обыкновенная используется широко в медицинской практике, её назначают при неправильном обмене веществ, для очищения и улучшения состояния крови, в качестве отхаркивающего и мочегонного средств, при лихорадке и цинге.
В народной медицине применяют как противолихорадочное и успокаивающее средство при нервных заболеваниях. Сок растения применяли наружно при ожогах, липомах, бородавках, полипах; отвар — внутрь при заболеваниях щитовидной железы, печени, желчно- и мочекаменной болезнях, анемии, кожных болезнях, ревматизме, подагре, сахарном диабете.
Растение эффективно в свежем виде. Высушенная трава теряет свои лечебные свойства.
Используют сок растения, отвар свежей травы, а также сироп и салаты из свежих молодых листьев при цинге и малокровии. Наружно для лечения ожогов применяют мазь из тщательно смешанных коровьего масла и свежевыжатого сока травы.

### Применение в кулинарии
В качестве овощного растения его культивировали и употребляли ещё древние римляне. В качестве пряности используют зелёные листочки растения, вкус терпкий и горьковатый, а аромат — резкий, приятный, сродни аромату хрена. Их добавляют в салаты, обогащая полезными веществами, создавая аромат, а также используют как самостоятельное блюдо (салат), тогда в качестве добавки берут другие пряные травы или пищевые продукты. Хорошо дополняет овощные супы из зелени. Кроме того, улучшает вкус рыбных, некоторых мясных блюд, соусов, начинок. В сочетании с мятой, розмарином образует пикантную смесь, используемую со многими блюдами.
Семена как пряность могут заменить горчицу, их используют для получения пищевого масла, близкого по качеству к горчичному.
Кресс-салат добавляют в бутерброды (рыбные, ветчинные, с сыром), сообщая им горчичный вкус. Кресс-салат сочетается с майонезом и растительным маслом.
Кресс водяной (как и другие виды крессов) — одна из немногих пряностей, которую выращивают для использования только в сыром виде.

## Классификация

### Таксономия
Вид Жеруха обыкновенная входит в род Жеруха (Nasturtium) семейства Капустные (Brassicales) порядка Капустоцветные (Brassicaceae).
|  |                                      |  |                                                             |                                                             |                     |  | ещё 14 семейств (согласно Системе APG II) | ещё 14 семейств (согласно Системе APG II) |                         |  |  |  | ещё около 8 видов |
|  |                                      |  |                                                             |                                                             |                     |  | ещё 14 семейств (согласно Системе APG II) | ещё 14 семейств (согласно Системе APG II) |                         |  |  |  | ещё около 8 видов |
|  |                                      |  |                                                             | порядок Капустоцветные                                      |                     |  |                                           |                                           | род Жеруха              |  |  |  |                   |
|  |                                      |  |                                                             | порядок Капустоцветные                                      |                     |  |                                           |                                           | род Жеруха              |  |  |  |                   |
|  | отдел Цветковые, или Покрытосеменные |  |                                                             |                                                             | семейство Капустные |  |                                           |                                           | вид Жеруха обыкновенная |  |  |  |                   |
|  | отдел Цветковые, или Покрытосеменные |  |                                                             |                                                             | семейство Капустные |  |                                           |                                           |                         |  |  |  |                   |
|  |                                      |  | ещё 44 порядка цветковых растений (согласно Системе APG II) | ещё 44 порядка цветковых растений (согласно Системе APG II) |                     |  |                                           | ещё более 420 родов                       | ещё более 420 родов     |  |  |  |                   |
|  |                                      |  |                                                             | ещё 44 порядка цветковых растений (согласно Системе APG II) |                     |  |                                           |                                           | ещё более 420 родов     |  |  |  |                   |

### Разновидности
В рамках вида выделяют две разновидности растения:
- Nasturtium officinale var. microphyllum (Boenn. ex Reichenb.) Thell.
- Nasturtium officinale var. siifolium (Reichenb.) W.D.J.Koch